# 尼什納博特納鎮區 (密蘇里州艾奇遜縣)
尼什納博特納鎮區（英語：Nishnabotna Township）是位於美國密蘇里州艾奇遜縣的一個行政鎮區。

## 地方資料
尼什納博特納鎮區的面積為74.62平方千米，當中陸地面積為73.09平方千米，而水域面積為1.52平方千米。根據2020年美國人口普查的數據，當地共有人口158人，而人口密度為每平方千米2.12人。